# Argumentul necredinței
Argumentul necredinței este un argument filozofic pentru inexistența lui Dumnezeu, care susține că există o inconsecvență între existența lui Dumnezeu și o lume în care oamenii nu reușesc să-L recunoască. Este similar cu clasicul argument al răului, care afirmă o inconsecvență între lumea care există și lumea care ar exista dacă Dumnezeu ar avea anumite dorințe, combinate cu puterea de a le îndeplini.
Există două varietăți principale ale argumentului. Argumentul din necredința rezonabilă (sau argumentul din ascunderea divină) a fost elaborat pentru prima dată de J.L. Schellenberg din 1993, Divine Hiddenness and Human Reason. Acest argument susține că, dacă Dumnezeu ar exista (și ar fi perfect bun și iubitor), fiecare persoană rezonabilă ar fi condusă la credința în Dumnezeu; totuși, există necredincioși rezonabili; prin urmare, acest Dumnezeu nu există.
Theodore Drange⁠(d) a dezvoltat ulterior argumentul din necredință, bazându-se pe simpla existență a necredinței în Dumnezeu. Drange consideră că distincția dintre necredința rezonabilă (numită de Schellenberg „inculpabilă”) și necredința nerezonabilă (culpabilă) este irelevantă și confuză. Cu toate acestea, majoritatea discuțiilor academice se concentrează asupra formulării lui Schellenberg.

## Referiri istorice la problema ascunderii divine
Tema ascunderii, tăcerii sau întunericului divin are o lungă istorie în teologia iudaică și creștină. Rădăcinile descrierii iudaico-creștine a lui Dumnezeu ca fiind ascuns se află în Biblie, de exemplu în Psalmi, unde se afirmă: „Dumnezeul meu, Dumnezeul meu, de ce m-ai părăsit?... Țip eu ziua, și nu răspunzi...” și în Isaia: „Căci tu ești un Dumnezeu ascuns, Dumnezeule al lui Israel, Mântuitorule.”
Unul dintre primii filozofi care a scris pe tema ascunderii divine a fost Anselm de Canterbury, care în Proslogion⁠(d) o leagă de o preocupare existențială sau spirituală:
„Nu te-am văzut niciodată, Doamne Dumnezeul meu; nu-ți cunosc forma. Ce va face acest om, exilat departe de tine, o, cel mai înalt Domn? Ce va face slujitorul tău, anxios în dragostea sa față de tine și izgonit departe de fața ta? El suspină să te vadă, iar fața ta este prea departe de el. El tânjește să vină la tine, iar locuința ta este inaccesibilă. El este dornic să te găsească și nu-ți cunoaște locul. El dorește să te caute și nu-ți cunoaște fața. Doamne, tu ești Dumnezeul meu și tu ești Domnul meu, dar nu te-am văzut niciodată. Tu m-ai făcut și m-ai făcut din nou și mi-ai dăruit toate binecuvântările de care mă bucur; și totuși, încă nu te cunosc. În cele din urmă, am fost creat să te văd și încă nu am făcut ceea pentru ce am fost creat.”
Daniel Howard-Snyder și Paul Moser, în introducerea unui volum de articole despre ideea ascunderii divine ca dovadă împotriva teismului, citează întrebarea lui Nietzsche ca anticipând această temă contemporană: „Un Dumnezeu atotștiutor și atotputernic care nici măcar nu se asigură că creaturile sale înțeleg intențiile sale — ar putea fi acesta un Dumnezeu bun?”

## Argumentul ascunderii lui Schellenberg
Discuția argumentului lui Schellenberg a făcut explicită o utilizare neteologică a termenului „ascundere”, care este acum folosit în mod obișnuit pentru a descrie condiția subiectivă a necredinței în Dumnezeu. În prima sa prezentare a argumentului, Schellenberg a accentuat necredința inculpabilă sau rezonabilă, dar ulterior a început să vorbească mai specific despre necredința nerezistentă. Prima prezentare este adesea prezentată de comentatori după cum urmează, bazată pe propriul rezumat al lui Schellenberg:
„# Dacă există un Dumnezeu, el este perfect iubitor.
1. Dacă există un Dumnezeu perfect iubitor, nu ar trebui să existe necredință rezonabilă.
2. Există necredință rezonabilă.
3. Prin urmare, nu există un Dumnezeu perfect iubitor (din 2 și 3).
4. Așadar, nu există Dumnezeu (din 1 și 4).”

Schellenberg a afirmat că această formulare poate fi înșelătoare, deoarece nu explică de ce un Dumnezeu perfect iubitor ar dori să prevină necredința. Afirmația sa cea mai profundă este despre conexiunea dintre iubire și deschiderea către relație – o relație personală și pozitiv semnificativă, care presupune logic credința fiecărei părți în existența celeilalte. O prezentare ulterioară a argumentului de către Schellenberg, care vizează accesibilitatea pentru studenți, include acest element:
„# Dacă nu există un Dumnezeu perfect iubitor, atunci Dumnezeu nu există.
1. Dacă există un Dumnezeu perfect iubitor, atunci există un Dumnezeu care este întotdeauna deschis la o relație personală cu fiecare ființă umană.
2. Dacă există un Dumnezeu care este întotdeauna deschis la o relație personală cu fiecare ființă umană, atunci nicio ființă umană nu este niciodată inconștientă nerezistentă că Dumnezeu există.
3. Dacă există un Dumnezeu perfect iubitor, atunci nicio ființă umană nu este niciodată inconștientă nerezistentă că Dumnezeu există (din 2 și 3).
4. Unele persoane umane sunt inconștiente nerezistente că Dumnezeu există.
5. Nu există un Dumnezeu perfect iubitor (din 4 și 5).
6. Așadar, Dumnezeu nu există (din 1 și 6).”

Într-un articol în care revizuiește argumentul la zece ani după propunerea sa inițială, Schellenberg observă că criticile s-au concentrat în principal pe ideea că Dumnezeu ar preveni necredința inculpabilă. El afirmă că există relativ puține critici care contestă existența necredinței inculpabile și aproape niciun filozof teist nu contestă ideea că Dumnezeu este perfect iubitor.

### Dumnezeu este perfect iubitor
Schellenberg afirmă că nu a întâlnit nicio obiecție serioasă la această premisă din partea filozofilor teiști, însă există și alte concepții despre Dumnezeu. Daniel Howard-Snyder scrie despre posibilitatea de a crede într-un Dumnezeu personal de neîntrecut care, totuși, poate fi indiferent față de creaturile sale. Inspirându-se din conceptul stoic de eudaimonie, el sugerează că se poate gândi la un Dumnezeu mai apropiat de un înțelept decât de părintele iubitor pe care îl imaginează Schellenberg.
Theodore Drange, în încercarea sa de a îmbunătăți argumentul (vezi mai jos), afirmă că există mulți teiști care nu consideră pe Dumnezeu ca fiind perfect iubitor și că „unii creștini îl percep ca pe o divinitate furioasă, hotărâtă să pedepsească oamenii pentru păcatele lor”. Drange concluzionează că argumentul ar trebui prezentat doar în relație cu teiștii care acceptă deja prima premisă și cred într-un Dumnezeu perfect iubitor.
De fapt, majoritatea teiștilor admit că iubirea este un concept central în aproape toate religiile lumii. Dumnezeu este adesea asociat direct cu iubirea, în special cu Agape⁠(d). Teologi precum N.T. Wright sugerează că experiența noastră a iubirii este, în sine, o dovadă a existenței lui Dumnezeu. Cu toate acestea, există și alții (de exemplu, Brian Davies, în tradiția tomistă) care sugerează că interpretarea modernă a ceea ce înseamnă a spune că Dumnezeu îi iubește pe oameni este incorectă și că, prin urmare, Dumnezeu poate fi iubitor într-un anumit sens, în timp ce, de fapt, poate dori necredința.

### Necredința nerezistentă, lipsa de dovezi și păcat
Întrebat ce ar spune în fața lui Dumnezeu în ziua judecății, Bertrand Russell a răspuns faimos că ar spune: „Nu sunt suficiente dovezi, Doamne! Nu sunt suficiente dovezi!” Unii necredincioși s-ar putea fi ascuns de ei înșiși ceea ce le pare a fi o posibilă dovadă a divinului, dar punctul de vedere al argumentului ascunderii este că alții au încercat din greu să creadă în Dumnezeu. Schellenberg abordează această diferență prin distincția sa între necredința culpabilă și cea inculpabilă, cea din urmă fiind definită ca „necredință care există fără nicio vină a necredinciosului”.
Din punct de vedere istoric, tradiția calvinistă a dat vina pe necredincioși. Epistemologia religioasă a lui Calvin se bazează pe Sensus divinitatis⁠(d) (Simțul Divinității), viziunea conform căreia prezența lui Dumnezeu este percepută universal de toți oamenii. Paul Helm⁠(d) explică: „Utilizarea termenului ‘simț’ de către Calvin semnalează că cunoașterea lui Dumnezeu este o înzestrare umană comună; omenirea este creată nu doar capabilă să-L cunoască pe Dumnezeu, ci și să-L cunoască de fapt”. Conform acestei tradiții, nu există necredință inculpabilă sau nerezistentă. Jonathan Edwards, teologul american din secolul al XVIII-lea, a susținut că, deși fiecărei ființe umane i s-a acordat capacitatea de a-L cunoaște pe Dumnezeu, utilizarea cu succes a acestor capacități necesită o atitudine de „adevărată bunăvoință”, o disponibilitate de a fi deschis adevărului despre Dumnezeu. Astfel, eșecul necredincioșilor de a vedea „lucrurile divine” este, în opinia sa, datorat „unei stupide orbiri a minții, care provoacă o insensibilitate prostească față de adevărul și importanța lor”.

### Demografia teismului și problema necredinței naturale
În timpurile moderne, există mai puțini susținători ai acestor puncte de vedere. Un motiv este că, așa cum susține Stephen Maitzen, antropologia a stabilit de mult timp că, deși credința religioasă, în general, este esențial universală, credința în ceea ce Calvin ar recunoaște ca fiind Dumnezeu este distribuită foarte inegal între culturi (considerați, de exemplu, concepția despre Dumnezeu în budism, cosmologia Jain sau animismul non-teist). Dacă Dumnezeu există, atunci, întreabă Maitzen, de ce prevalența credinței în Dumnezeu variază atât de dramatic în funcție de granițele culturale și naționale? Jason Marsh a extins acest tip de provocare demografică concentrându-se asupra evoluției umane și a științei cognitive a religiei. De ce credința teistă este aparent inexistentă la oamenii timpurii, dar comună în perioadele ulterioare, cel puțin în unele regiuni? Potrivit lui Marsh, problema ascunderii devine mai dificil de răspuns odată ce apreciem că multă necredință este „naturală”, datorită tipurilor de minți pe care oamenii le posedă în mod natural și locului lor în istoria evolutivă și culturală.
Un alt motiv pentru care mulți filozofi nu mai atribuie necredința păcatului uman este legat de respect. De fapt, criticii moderni, precum Howard-Snyder, care a lăudat cartea lui Schellenberg pentru că este „religios sensibilă”, sunt la fel de sensibili față de necredincioși. Howard-Snyder a scris:
„Chiar dacă unii necredincioși nu au adevărată bunăvoință, dovezile empirice sugerează puternic că alții o posedă, întrucât ei caută cu sinceritate adevărul despre Dumnezeu, iubesc binele, evaluează dovezile cu judecată și, dacă există ceva, manifestă o prejudecată pentru Dumnezeu, nu împotriva Lui.”

### Ar preveni un Dumnezeu perfect iubitor necredința nerezistentă?
Cele mai serioase critici ale argumentului ascunderii au fost îndreptate împotriva ideii că un Dumnezeu perfect iubitor ar preveni necredința nerezistentă. Schellenberg argumentează în doi pași, pretinzând mai întâi că un Dumnezeu iubitor ar permite oamenilor să participe la o relație cu El și apoi, presupunând că credința în acel Dumnezeu este o condiție necesară pentru ca astfel de relații să apară, deduce că un Dumnezeu iubitor nu ar permite necredința. El afirmă:
„Există, în primul rând, afirmația că, dacă există un Dumnezeu personal care este perfect iubitor, creaturile capabile de o relație explicită și pozitiv semnificativă cu Dumnezeu, care nu s-au închis liber de la Dumnezeu, sunt întotdeauna într-o poziție de a participa la o astfel de relație - capabile să o facă doar încercând.”
El justifică această afirmație argumentând că o concepție a iubirii divine poate fi cel mai bine formată prin extrapolarea celor mai bune aspecte ale iubirii în relațiile umane și trasează o analogie cu iubirea parentală perfectă:
„Părintele perfect iubitor, de exemplu, de la momentul în care copilul poate să-i răspundă pentru prima dată până când moartea îi separă, va avea grijă, pe cât posibil, să nu facă nimic care să pună vreodată relația cu ea în afara îndemânii pentru copilul său.”
Dar, spune Schellenberg, credința în existența lui Dumnezeu este necesară pentru a se angaja într-o astfel de relație semnificativă cu Dumnezeu. Prin urmare, el concluzionează că, dacă există un Dumnezeu perfect iubitor, astfel de creaturi vor crede întotdeauna în el. El argumentează în continuare că, deoarece credința este involuntară, aceste creaturi ar trebui să aibă întotdeauna dovezi „cauzal suficiente” pentru o astfel de credință:
„Prezența lui Dumnezeu va fi pentru ei ca o lumină care – oricât de mult ar fluctua gradul de strălucire al său – rămâne aprinsă, cu excepția cazului în care își închid ochii.”

## Obiecții și contraargumente

### Teism sceptic
Teismul sceptic reprezintă punctul de vedere conform căruia ar trebui să rămânem sceptici în legătură cu afirmațiile că percepțiile noastre despre scopurile lui Dumnezeu pot constitui dovezi rezonabile ale acestor scopuri. Teza centrală a teismului sceptic este că nu ar fi surprinzător ca motivele unei ființe infinit inteligente și cunoscătoare pentru a permite perceperea răului sau a presupusei ascunderi să fie dincolo de înțelegerea umană. Cu alte cuvinte, ceea ce este perceput ca ascundere ar putea fi necesar pentru un bine mai mare sau pentru a preveni rele egale sau chiar mai mari.
Schellenberg a răspuns teismului sceptic (adică apărarea noseeum/scop necunoscut). El susține că a oferit motive cunoscute pentru a crede că o ființă perfect iubitoare ar fi întotdeauna deschisă unei relații personale; prin urmare, Dumnezeu nu ar sacrifica o perioadă din relație în favoarea unor bunuri mai mari necunoscute. Dacă cel mai mare bine pentru creaturile finite este să fie într-o relație cu Dumnezeu, atunci Dumnezeu nu ar sacrifica această relație în schimbul unor bunuri mai mari necunoscute. În final, poziția lui Schellenberg este că toate bunurile, cunoscute și necunoscute, se află în Dumnezeu; prin urmare, Dumnezeu poate aduce bunuri mai mari necunoscute fără a recurge la ascundere.

#### Apărarea Noseeum
Filozofii Michael Bergmann și Michael Rea au descris justificarea filozofului William Rowe pentru a doua premisă a argumentului din rău, care se aplică și percepției ascunderii:
Unele argumente evidențiale se bazează pe o inferență «noseeum» de următorul tip: NI: Dacă, după ce ne gândim mult, nu ne putem imagina niciun motiv justificat de Dumnezeu pentru a permite un rău oribil, atunci este probabil că nu există un astfel de motiv.” (Motivul pentru care NI este numită o inferență „noseeum” este că sugerează, mai mult sau mai puțin, că pentru că nu-l vedem, probabil că nu există.)
Se oferă diverse analogii pentru a demonstra că inferența noseeum este logic greșită. De exemplu, incapacitatea unui jucător de șah novice de a discerne alegerea mutărilor unui maestru de șah nu poate fi folosită pentru a deduce că nu există un motiv bun pentru mutare. Teistul sceptic și apărarea noseeum pun povara dovezii asupra ateistului pentru a demonstra că intuițiile lor despre Dumnezeu sunt demne de încredere.

### Cerințe Nerezonabile Față de Dumnezeu
Acest argument este uneori interpretat ca cerând lui Dumnezeu să-și dovedească existența, de exemplu, prin efectuarea de miracole. Criticii au argumentat că, chiar și în versiunea mai rafinată a lui Schellenberg, necredinciosul își impune propriile așteptări epistemologice asupra voinței lui Dumnezeu. Paul Moser⁠(d) oferă o discuție detaliată despre aceste tipuri de cereri și implicațiile lor morale și spirituale, afirmând că astfel de cereri echivalează cu idolatrie cognitivă. El definește idolatria ca „faptul de a nu permite adevăratului Dumnezeu să fie Domn în viețile noastre”, angajându-se, în schimb, în altceva decât Dumnezeu, în căutarea auto-realizării în propriii noștri termeni. Dacă aceasta este idolatrie în acțiunile noastre, idolatria în cunoașterea noastră se manifestă astfel:
„Idolatria cognitivă se bazează pe un standard pentru cunoaștere care exclude primordialitatea cunoașterii de sine morală a lui Dumnezeu, esențială pentru a-L cunoaște pe Dumnezeu ca Domn. Se bazează pe un standard epistemologic, fie empirist, raționalist sau hibrid, care nu Îl lasă pe Dumnezeu să fie Domn. O astfel de idolatrie își propune să protejeze stilul de viață al cuiva de provocarea serioasă din partea lui Dumnezeu, care cheamă, condamnă și reconciliază. Ea nu permite cunoașterea lui Dumnezeu ca subiect personal și Domn, căruia îi suntem responsabili moral și cognitiv. Cel mult, permite cunoașterea lui Dumnezeu ca obiect nepretențios al cunoașterii umane.”
Schellenberg consideră această critică irelevantă pentru argument, afirmând că nu impune nicio cerință pentru demonstrarea puterii lui Dumnezeu, ci mai degrabă caută dovezi care „trebuie doar să fie suficiente pentru a provoca credință în absența rezistenței... Acest rezultat ar putea fi obținut prin mijloace mult mai spirituale adecvate ale experienței religioase, interpretate în maniera sensibilă a unui Pascal sau a unui Kierkegaard.” Schellenberg își exprimă apoi frustrarea că scriitorii teiști, care altfel exaltă valoarea experiențelor religioase, neagă non-teiștilor dreptul de a face acest lucru.

### Teodicea formării sufletului
John Hick a folosit termenul „formarea sufletului” în teodicea sa „Răul și Dumnezeul iubirii” pentru a descrie tipul de dezvoltare spirituală pe care crede că justifică existența răului. Această apărare este utilizată de Michael Murray, care explică cum, în opinia sa, ascunderea divină este esențială pentru formarea sufletului. Deși pare ușor de imaginat o lume în care Dumnezeu este cunoscut și credincioșii acționează liber, având ample oportunități de dezvoltare spirituală, Murray oferă o analiză profundă și atentă a argumentului, concluzionând că, dacă existența lui Dumnezeu ar fi revelată într-un mod care să elimine necredința rezonabilă, atunci „orice dorință pe care am putea să o avem să credem sau să acționăm în moduri contrarii cu ceea ce a fost revelat ar fi copleșită”.
Criticii observă că, în creștinism (și chiar mai mult în iudaism, unde Dumnezeu este reprezentat ca vorbind cu Iov și explicând de ce este drept), se consideră că Dumnezeu s-a dezvăluit foarte distinct; de exemplu, apostolilor care i-au văzut învierea. O explicație teistă a acestui lucru ar putea fi că Dumnezeu știe că unii oameni nu vor crede oricum, dar, dacă Dumnezeu cunoaște acest lucru înainte de a crea, există o problemă cu privire la responsabilitatea lui Dumnezeu pentru ceea ce a fost creat. Mai fundamental, în raport cu argumentul lui Murray, există problema pentru credincioșii ortodocși de a explica existența lui Satan, un înger căzut care este evident conștient de Dumnezeu și, totuși, potrivit scripturilor teiste, a ales liber să se răzvrătească împotriva lui Dumnezeu.

### Întoarcerea mesei
Ca și în cazul problemei răului, argumentul din ascunderea divină poate fi „răsturnat”. Se poate susține că, având în vedere că mulți sau majoritatea oamenilor cred că Dumnezeu există (și/sau au experiențe cu Dumnezeu), acest lucru constituie o dovadă a existenței lui Dumnezeu.

### Apărarea scopului necunoscut
Alvin Plantinga scrie că afirmația „Nu vedem niciun motiv bun pentru ca Dumnezeu să facă X” implică doar „Nu există niciun motiv bun pentru ca Dumnezeu să facă X”, presupunând că „Dacă ar exista un motiv bun pentru ca Dumnezeu să facă X, am putea să-l vedem”, ceea ce sugerează că este absurd. Acest punct poate fi aplicat versiunilor argumentului din necredință care sugerează fără suport că nu există niciun motiv bun pentru ca Dumnezeu să permită necredința. Criticii lui Plantinga ar putea sugera că, dacă nimeni nu este în măsură să prezinte un motiv aparent bun pentru ca Dumnezeu să permită necredința, atunci este mai puțin ad-hoc să postulăm pur și simplu neexistența lui Dumnezeu sau indiferența față de credința oamenilor, pentru a explica această incapacitate, decât să postulăm atât existența unui Dumnezeu care se îngrijorează de credința oamenilor, cât și un motiv de neconceput, evident doar pentru Dumnezeu, să rămână ascuns.

### Apărarea că nu există atei adevărați
Acesta este argumentul conform căruia toți ateii adevărați mint, în esență, pentru a putea trăi într-un mod contrar poruncilor lui Dumnezeu, așa cum se susține în interpretările particulare ale Romani 1:18-25. Criticii remarcă faptul că există atei care nu mint și care nu își folosesc ateismul ca pe o evadare în păcat. Cu toate acestea, susținătorii acestei idei argumentează că aceștia ar putea, la fel de bine, să mintă în continuare, poate nu față de alții, ci față de ei înșiși (de exemplu, referitor la argumentul despre „dragostea femeii greșite”).
Unii, precum Stephen Maitzen, subliniază că acest argument nu ține cont de demografia teismului. Dacă toți ateii sunt mincinoși, de ce oamenii din unele societăți sunt mult mai predispuși să mintă decât în altele? În cele din urmă, s-a argumentat că acest raționament nu consideră punctul lui Jason Marsh despre necredința naturală a oamenilor timpurii. Dacă a existat, într-adevăr, necredință naturală la oamenii timpurii, atunci nu are sens să spunem că această necredință este înșelătoare, deoarece necredința naturală implică o necredință nerezistentă.

## Argumentul din necredință al lui Drange
Theodore Drange a propus o versiune a argumentului din necredință în 1996. El consideră distincția dintre necredința culpabilă și cea inculpabilă ca fiind neutilă în argumentație, argumentând în schimb că simpla existență a necredinței este o dovadă împotriva existenței lui Dumnezeu. O prezentare semi-formală a argumentului este următoarea:
1. Dacă Dumnezeu există, atunci Dumnezeu:
  - vrea ca toți oamenii să creadă că El există înainte de a muri;
  - poate crea o situație în care toți oamenii cred că El există înainte de a muri;
  - nu vrea nimic care să contravină dorinței Sale ca toți oamenii să creadă că El există înainte de a muri;
  - acționează întotdeauna în conformitate cu ceea ce își dorește cel mai mult.
2. Dacă Dumnezeu există, toți oamenii ar crede în El înainte de a muri (conform punctului 1).
3. Dar nu toți oamenii cred că Dumnezeu există înainte de a muri.
4. Prin urmare, Dumnezeu nu există (din punctele 2 și 3).

Argumentul lui Drange este îndreptat în special către creștini, iar filozoful Laura Garcia a răspuns din această perspectivă. Ea susține că argumentul lui Drange se bazează pe ideea că credința în existența lui Dumnezeu este, conform creștinilor, necesară pentru mântuire. Potrivit lui Garcia, această idee este greșită: „mulți creștini neagă această afirmație, iar Biserica Catolică o respinge explicit.” Cu toate acestea, Drange a răspuns că, pentru mulți creștini — în special creștinii evanghelici — punctul său ar trebui să rămână convingător și că există în orice caz alte beneficii pe care credința în Dumnezeu le poate aduce oamenilor, pe care un Dumnezeu bun ar dori să le ofere, cum ar fi pacea sufletească și un sentiment de sens în viață.